# Papież Jan Paweł II (film)
Papież Jan Paweł II (ang. Pope John Paul II) – film fabularny w reżyserii Herberta Wise’a, wyprodukowany w roku 1984. Opowiada on historię Karola Wojtyły, a później Jana Pawła II. Scenariusz filmu napisał Christopher Knopf.
Film wszedł na światowe ekrany 20 grudnia 1984.

## Obsada
- Albert Finney – Jan Paweł II
- Nigel Hawthorne – Stefan Wyszyński
- Alfred Burke – Karol Wojtyła senior
- Michael Müller – Paweł
- Ronald Pickup – Jan Tyranowski
- Jonathan Newth – Adam Sapieha
- Patrick Stewart – Władysław Gomułka
- Malcolm Tierney – minister ds. kościelnych Skarżyński
- Derek Francis – bp Lec
- Philip Stone – Eugeniusz Baziak
- John Stacy – prof. Grabowski